# Garrett Birkhoff

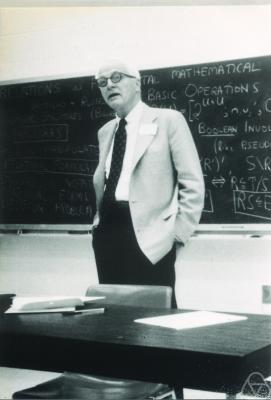
Garrett Birkhoff

Garrett Birkhoff, Princeton, New Jersey 19 januari 1911 – Water Mill, New York 22 november 1996, was een wiskundige uit de Verenigde Staten, die zich bezighield met de abstracte algebra en toegepaste wiskunde.
Hij is het meest bekend voor zijn werk over tralies, maar hij heeft ook aan de vloeistofmechanica belangrijke bijdragen geleverd.